# Volo Myanma Airways 635
Il volo Myanmar Airways 635 era un volo passeggeri di linea da Yangon a Tachileik, nel Myanmar (o Birmania) orientale, operato da un Fokker F27 Friendship (codice di registrazione XY-AEN) di proprietà della compagnia di bandiera birmana Myanma Airways. Il 24 agosto 1998, durante la sua discesa verso Tachileik, il volo scomparve su una collina a circa due miglia (3,2 km) dall'aeroporto. Successivamente la squadra di ricerca e soccorso trovò il relitto del Fokker, senza trovare in vita nessuno dei 36 occupanti tra passeggeri e membri d'equipaggio.

## Passeggeri ed equipaggio
Inizialmente i funzionari del governo dichiararono che erano in 39, tra passeggeri e membri dell'equipaggio, a bordo del volo. Successivamente corressero il numero a 36, inclusi 3 neonati. La maggior parte era composta da membri dell'esercito birmano e le loro famiglie. Le autorità del Myanmar dissero che erano tutti originari della birmania. Tra i passeggeri c'erano il capo della polizia di Tachileik e alti funzionari di Tachileik.

## Il volo
Il volo UB635 decollò intorno alle 08:30 UTC dall'ex capitale birmana Yangon a Tachileik, una città situata vicino al confine tra Myanmar e Thailandia nel Myanmar orientale con 36 passeggeri e membri dell'equipaggio. I passeggeri erano per lo più militari birmani. Il volo doveva durare due ore e avrebbe dovuto atterrare all'aeroporto di Tachilek alle 02:00 UTC. Il Fokker, tuttavia, non si fece sentire all'ora prevista venendo successivamente dichiarato disperso dalle autorità.

### Operazione di ricerca e salvataggio
I funzionari del Myanmar si sono successivamente messi in contatto con le autorità thailandesi per richiedere assistenza nelle operazioni di ricerca del volo. L'aiutante thailandese del capo dell'esercito, il colonnello Nipat Thonglek, ha successivamente dichiarato che i membri dell'equipaggio avevano contattato almeno due volte l'aeroporto per via della scarsa visibilità durante la loro discesa all'aeroporto. Il volo potrebbe essere stato dirottato al vicino aeroporto di Heho in Birmania o all'aeroporto di Chiang Mai in Thailandia, ma i funzionari di entrambi gli aeroporti hanno affermato che nessuno dei due aveva ricevuto o visto alcun segno dall'aereo. In seguito i lavoratori dell'aeroporto internazionale di Bangkok hanno aggiunto che non c'era alcun segnale che l'aereo fosse entrato nello spazio aereo thailandese e che gli operatori non avevano ricevuto alcuna chiamata d'emergenza.
Il 25 agosto un funzionario della Birmania dichiara che il volo 635 era atterrato in tutta sicurezza in un vecchio aeroporto del Laos, aggiungendo che i passeggeri e l'equipaggio erano "a posto" e che l'aereo poteva essere riportato in aereo a Yangon il giorno successivo.
Tuttavia, il 27 agosto, il Ministero degli Esteri del Laos smentisce la fake news sull'atterraggio. Il Ministero degli Esteri del Myanmar dichiara così il proseguimento delle ricerche. Più tardi quel giorno, i funzionari birmani riferiscono di essere stati informati dal governo laotiano che l'aereo si era schiantato nel nord del Laos, senza fornire dettagli sul destino dei passeggeri e dell'equipaggio.
Il 28 agosto ritrattano la loro dichiarazione del giorno precedente, affermando che invece l'aereo si era schiantato nel territorio del Myanmar. Il relitto è stato trovato dalle squadre di ricerca alle 02:00 ora locale, in una zona montuosa e densamente boscosa. I funzionari annunciano così il ritrovamento di tutti i 36 corpi. Tutti a bordo, inclusi 4 membri dell'equipaggio e 3 bambini, sono rimasti uccisi nello schianto.

### Controversia
Un notiziario del Bangkok Post affermava che diverse persone erano effettivamente sopravvissute allo schianto per poi essere uccise dagli abitanti dei villaggi locali. È stato riferito che cinque persone erano sopravvissute all'incidente per poi venire torturate, violentate in gruppo e uccise dagli abitanti del villaggio. Il giornale citava funzionari e testimoni anonimi sul luogo dell'incidente, affermando che una hostess di volo e una studentessa universitaria avevano subito uno stupro di gruppo, mentre i sopravvissuti maschi, che erano personale militare, erano stati torturati e uccisi dagli abitanti del villaggio di etnia Shan. Secondo quanto riferito, il bambino sarebbe morto di fame. Le autorità del Myanmar hanno dichiarato che almeno 14 abitanti dei villaggi Shan erano stati interrogati per l'incidente.